# Міграційне право
Міграційне право — галузь права, що регулює пересування людини і зміну нею місця проживання або перебування.

## Основні напрямки
Як правило, міграційне право охоплює імміграцію, еміграцію, внутрішню міграцію і тимчасове перебування особи за межами її місця проживання (туристичні, ділові та інші поїздки).
Імміграційне право, що пов'язане з іноземними громадянами, зазвичай визначається національним законом держави їх проживання, і може сильно відрізнятися в різних країнах і в різні часи, в залежності від політичного режиму та соціально-економічних можливостей і потреб держави і суспільства в прийомі нових іммігрантів.
У той же час, існують і норми міжнародного міграційного права. Так, декларація ООН про громадянські та політичні свободи встановлює права громадянина кожної держави безперешкодно повертатися на її територію.

## Різновиди по країнах
У деяких країнах можуть бути досить суворі закони, що обмежують як право в'їзду, так і термін перебування в країні і право участі іммігрантів у житті суспільства і держави. У більшості країн існують закони, що регулюють натуралізацію — процес, в результаті якого іммігранти стають громадянами країни.